# 청류정
청류정(淸流亭)은 조선민주주의인민공화국 평양시에 위치한 누정이다. 고구려 시기에 건설되었으며, 1716년에 중건되었다가 6.25 전쟁 때 건물이 파손되어 1959년 정부에 의해 중건되었다.